# فلوريان ديتز
فلوريان ديتز (بالألمانية: Florian Dietz)‏ (3 أغسطس 1998 في ألمانيا - ) هو لاعب كرة قدم ألماني في مركز الهجوم. لعب مع كارل زايس يينا.

## وصلات خارجية
- فلوريان ديتز على موقع قاعدة بيانات كرة القدم.إي يو (الإنجليزية)
- فلوريان ديتز على موقع Soccerway.com (الإنجليزية)
- فلوريان ديتز على موقع عالم كرة القدم.نت (الإنجليزية)